# El Dorado (hop)
El Dorado is een hopvariëteit, gebruikt voor het brouwen van bier.
Deze hopvariëteit is een “dubbeldoelhop”, bij het bierbrouwen gebruikt zowel voor zijn aromatische als zijn bittereigenschappen. Deze Amerikaanse variëteit werd ontwikkeld in de CLS Farms en op de markt gebracht in 2010.

## Kenmerken
- Alfazuur: 14 – 16%
- Bètazuur: 7 – 8%
- Eigenschappen: hoge alfa- en aromahop, toetsen van fruit, smaak van tropisch fruit, peer, kers en watermeloen